# Lasiopogon coconino
Lasiopogon coconino är en tvåvingeart som beskrevs av Cannings 2002. Lasiopogon coconino ingår i släktet Lasiopogon och familjen rovflugor.
Artens utbredningsområde är Arizona. Inga underarter finns listade i Catalogue of Life.